# Alexander Stepanowitsch Kutschin

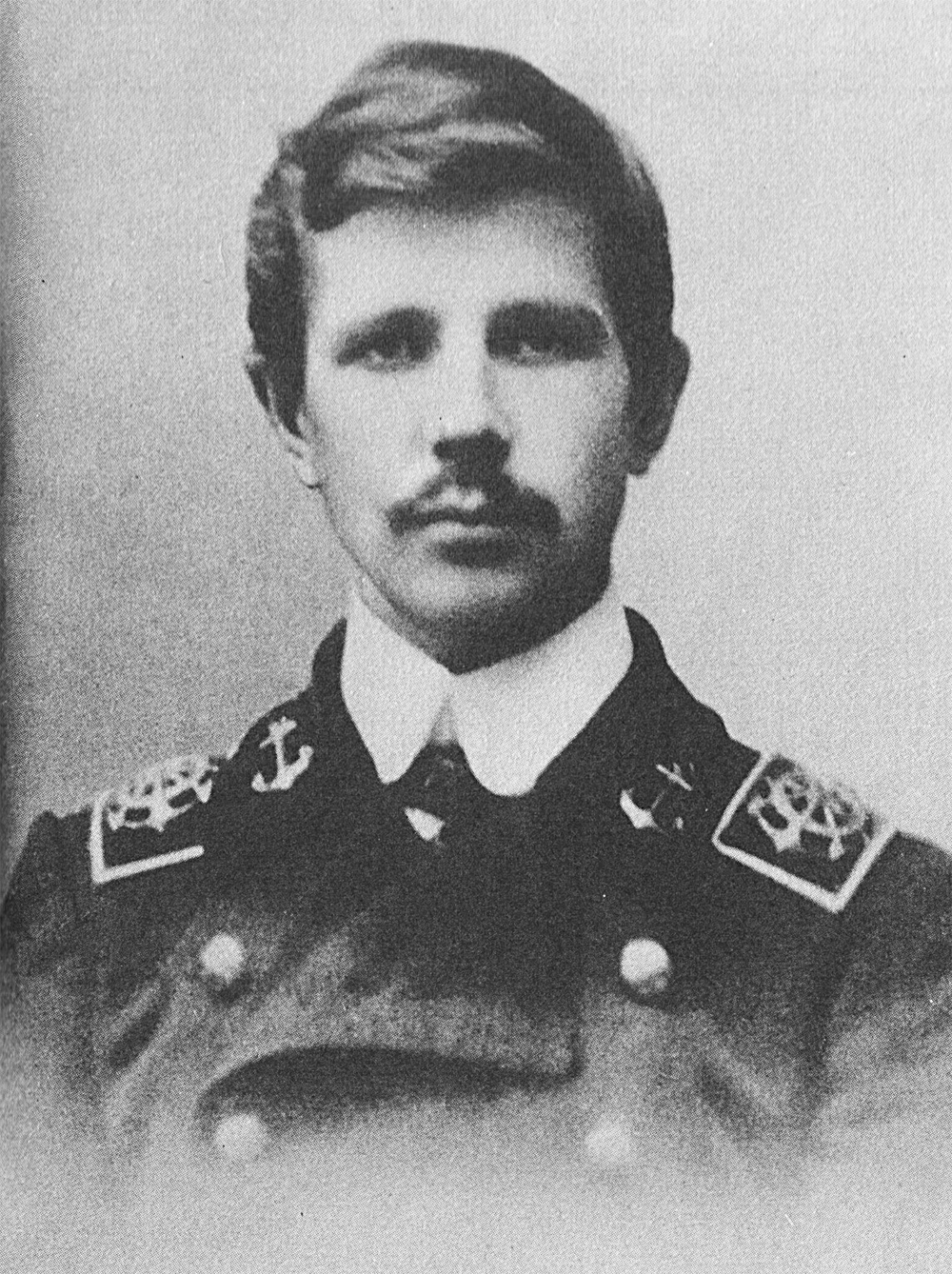
Alexander Kutschin

Alexander Stepanowitsch Kutschin (russisch Александр Степанович Кучин; * 16. Septemberjul. / 28. September 1888greg. in Kuschereka, Gouvernement Archangelsk, Russisches Kaiserreich; † wahrscheinlich 1913 auf der Taimyrhalbinsel) war ein russischer Ozeanograf und Polarforscher. Er war Teilnehmer an Roald Amundsens Fram-Expedition und Kapitän der Herkules auf der letzten Expedition Wladimir Russanows.

## Leben

### Frühe Jahre
Alexander Kutschin wurde 1888 in Kuschereka am Onegabusen des Weißen Meers geboren. Er war der älteste Sohn von Stepan Grigorjewitsch Kutschin, der als Kapitän von Robbenfängern und Handelsschiffen tätig war. Alexander Kutschin besuchte zunächst die Dorfschule und anschließend die dreiklassige städtische Schule in Onega. In den Sommerferien begleitete er seinen Vater zum Robbenschlagen nach Nowaja Semlja und Spitzbergen und lernte auch die Häfen Nordnorwegens kennen. 1904 begann er seine Ausbildung an der Seefahrtschule in Archangelsk, der ältesten Russlands. Während der Russischen Revolution von 1905 wurde die Schule aus Protest gegen die herrschende Willkür bestreikt. Als Folge davon wurde die Klasse, in der Kutschin lernte, geschlossen und er selbst als Streikführer von der Schule verwiesen. Kutschin fuhr als Seemann auf einem norwegischen Fischereischoner, lernte Norwegisch und half russischen Emigranten in Vardø, illegale Schriften nach Russland einzuschleusen. Als der Unterricht an der Seefahrtschule wieder aufgenommen wurde, kehrte Kutschin nach Archangelsk zurück. Er wurde von der Polizei verhaftet, aber bald wieder freigelassen. 1909 schloss er sein Studium als Steuermann auf Großer Fahrt ab und erhielt für seine Leistungen eine Goldmedaille. Kutschin heuerte in Norwegen auf einem Robbenfänger an und fuhr zunächst nach Jan Mayen, dann nach Spitzbergen. In Tromsø lernte er den Meeresbiologen Johan Hjort kennen, der ihn dem Ozeanografen Bjørn Helland-Hansen empfahl, der die Biologische Station des Bergen-Museums leitete. Kutschin wurde Helland-Hansens Schüler und Assistent.

### Fram-Expedition
Als Roald Amundsen die Mannschaft für seine Fram-Expedition zusammenstellte, wurde Kutschin auf Fürsprache von Helland-Hansen und Fridtjof Nansen als einziger Wissenschaftler und einer von zwei Ausländern berücksichtigt. Er sollte die Reise, die ursprünglich um Kap Hoorn über die Beringstraße ins Nordpolarbecken führen sollte, bis San Francisco begleiten und ozeanografische Untersuchungen durchführen. Bevor die Fram in den Süden aufbrach, kreuzte sie einen Monat lang im Nordatlantik, wo Kutschin an 24 Stationen die Temperatur und Salinität des Golfstroms in 13 verschiedenen Tiefen bestimmte. Das Messprogramm war abgestimmt mit dem zweier weiterer Schiffe, der Frithjof und der Michael Sars.
Nach einem Zwischenstopp in Bergen verließ die Fram Norwegen am 9. August 1910. Einen Monat später erklärte Amundsen den überraschten Expeditionsteilnehmern, dass das eigentliche Ziel der Südpol sei. Damit bekam Kutschin die Möglichkeit, während Amundsens Marsch zum Pol ozeanografische Pionierarbeit im Südatlantik nach einem zwischen Amundsen und Helland-Hansen abgestimmten Plan leisten zu können. Die Fram wandte sich im Südatlantik nach Osten, passierte die Gough-Insel und die Kerguelen und ging am 14. Januar 1911 in der Bucht der Wale vor Anker. Als sie entladen war, fuhr sie im März nach Buenos Aires, wo sie bis zum Juni überholt und verproviantiert wurde. Dann überquerte sie den Atlantischen Ozean nahe dem 30. südlichen Breitengrad bis 480 km vor der afrikanischen Küste und kehrte in einer sanften Kurve an St. Helena vorbei an die südamerikanische Küste zurück. An 60 Positionen wurden von Kutschin und Leutnant Frederick Gjertsen (1885–1958) 891 Wasser- und 189 Planktonproben genommen und die Temperatur in verschiedenen Tiefen gemessen. Nach drei Monaten war die Fram wieder in Buenos Aires, und Kutschin verließ das Schiff und kehrte mit seinen Proben und Messdaten nach Norwegen zurück. Im Labor in Bergen nahm er eine erste Analyse vor und übergab die Ergebnisse an Helland-Hansen, der sie 1912 mit Nansen als Anhang V von Amundsens Expeditionsbericht veröffentlichte. Kutschins ozeanografische Messungen waren die bis dahin umfangreichsten und detailliertesten im Südatlantik.
Am 10. Dezember 1911 verlobte Kutschin sich mit der Norwegerin Aslaug Poulsen.

### Russanow-Expedition
1912 kehrte Kutschin nach Archangelsk zurück. Auf einem Treffen der örtlichen „Gesellschaft für das Studium des Russischen Nordens“, deren korrespondierendes Mitglied er war, traf er den Geologen Wladimir Russanow, der ihm bald darauf anbot, sein Stellvertreter auf einer für den Sommer 1912 geplanten geologischen Expedition nach Spitzbergen zu sein. Russanow, der schon mehrere Sommer mit Feldforschung auf Nowaja Semlja verbracht hatte, hatte den Auftrag erhalten, Kohlelagerstätten auf Spitzbergen zu erkunden. Er ernannte Kutschin zum Kapitän der Herkules, eines 1908 gebauten kleinen Robbenfängers, und heuerte mit Rudolf Samoilowitsch einen zweiten Geologen an. Zwei Monate lang führte die Expedition eine eingehende Untersuchung der Kohlevorkommen vom Bellsund im Süden bis zum Krossfjord im Norden durch. Dutzende Claims wurden abgesteckt, und am 20. August fuhr die Herkules für ozeanografische Untersuchungen etwa 140 km nach Westen in die Grönlandsee hinaus. Russanow teilte den Männern nun mit, dass er vorhabe, nicht direkt nach Archangelsk zurückzukehren, sondern durch die Nordostpassage zu fahren. Nachdem Samoilowitsch mit zwei Begleitern und den Forschungsergebnissen in Green Harbour auf ein norwegisches Schiff umgestiegen war, wandte sich die Herkules nach Osten. Starke Westwinde trieben das Schiff bis zum 31. August 1912 nach Matotschkin Schar. In einem letzten Telegramm erwähnte Russanow von Kutschin unterwegs durchgeführte ozeanografische Messungen. Er wollte nun um die Nordspitze Nowaja Semljas nach Osten fahren. Das weitere Schicksal der Expedition ist unbekannt. Erst Jahre später fand man ihre Spuren auf den Minin-Schären und den Mohn-Inseln in der Karasee, darunter einen Holzpfahl mit der Inschrift „Herkules 1913“.
Im Jahr 2000 wurden auf der Taimyr-Halbinsel Teile eines etwa 100 Jahre alten männlichen Skeletts gefunden, darunter der Schädel ohne Unterkiefer. Der Mann war zum Zeitpunkt seines Todes zwischen 22 und 27 Jahre alt. Nach einem Vergleich mit Fotografien der Mitglieder der Russanow-Expedition besteht die Möglichkeit, dass es sich um die sterblichen Überreste Alexander Kutschins handelt.

## Ehrungen
Nach Alexander Kutschin sind ein Kap und eine kleine Insel in den Minin-Schären ebenso benannt wie eine Gruppe kleiner Inseln nördlich der Salisbury-Insel im Archipel Franz-Josef-Land. Er ist auch Namensgeber des Kutschin Peaks in der antarktischen Ross Dependency.